# Évry-Grégy-sur-Yerre
Évry-Grégy-sur-Yerre település Franciaországban, Seine-et-Marne megyében. Lakosainak száma 3236 fő (2022. január 1.). Évry-Grégy-sur-Yerre Brie-Comte-Robert, Réau, Soignolles-en-Brie, Combs-la-Ville, Grisy-Suisnes, Limoges-Fourches és Moissy-Cramayel községekkel határos.

## Népesség
A település népességének változása:
| Lakosok száma | 2588 | 2711 | 2818 | 2866 | 2942 | 3025 | 3070 | 3150 | 3236 |
|               | 2013 | 2015 | 2016 | 2017 | 2018 | 2019 | 2020 | 2021 | 2022 |